# Super Star Wars
Super Star Wars är det första spelet i en trilogi av SNES-spel, baserat på den ursprungliga trilogin av Star Wars-filmerna. Spelet släpptes den 1 juni 1992 i Nordamerika, i Japan den 19 december samma år samt den 22 april 1993 i Europa. En Playstation 4-version planeras ges ut den 17 november 2015.
[uppföljning saknas]
Det är ett actionfyllt plattformsspel, förutom då man skall köra en landspeeder eller en X-wing. Det finns olika figurer att välja mellan.

## Gameplay
Spelet är en remake av Star Wars, släppt 1991 till NES, Sega Master System, Game Boy och Sega Game Gear.
Slutbossen är Darth Vader i en TIE Advanced x1.

## Handling
Spelet följer filmen Stjärnornas krig från 1977, med några ändringar. Till exempel, i stället för att köpa C-3PO och R2-D2 från Jawafolket, måste Luke Skywalker slå sig mot toppen av Jawafolkets sandcrawlare. Senare kan man också spela med Han Solo eller Chewbacca.

## Mottagande
Spelet utsågs till bästa action/äventyrsspel 1992 av Electronic Gaming Monthly, och bästa filmbaserade spel.

## Uppföljare
Uppföljare gjordes också till SNES. Dessa påminde om sin föregångare, men med mer avancerad grafik.
- Super Star Wars: The Empire Strikes Back
- Super Star Wars: Return of the Jedi